# Brachyctenistis planilineata
Brachyctenistis planilineata är en fjärilsart som beskrevs av Paul Dognin 1913. Brachyctenistis planilineata ingår i släktet Brachyctenistis och familjen mätare. Inga underarter finns listade i Catalogue of Life.